# Agaon fasciatum
Agaon fasciatum is een vliesvleugelig insect uit de familie vijgenwespen (Agaonidae). De wetenschappelijke naam is voor het eerst geldig gepubliceerd in 1914 door Waterston.